# Fokker D.XXIII
Fokker D.XXIII là một loại máy bay tiêm kích của Hà Lan, do hãng Fokker thiết kế chế tạo.

## Tính năng kỹ chiến thuật
Dữ liệu lấy từ 
Đặc tính tổng quan
- Kíp lái: 1
- Chiều dài: 10,2 m (33 ft 6 in)
- Sải cánh: 11,5 m (37 ft 9 in)
- Chiều cao: 3,8 m (12 ft 6 in)
- Diện tích cánh: 18,5 m2 (199 foot vuông)
- Trọng lượng rỗng: 2.180 kg (4.806 lb) equipped
- Trọng lượng cất cánh tối đa: 2.950 kg (6.504 lb)
- Động cơ: 2 × Walter Sagitta I-SR , 400 kW (530 hp)  mỗi chiếc

Hiệu suất bay
- Vận tốc cực đại: 525 km/h (326 mph; 283 kn)
- Tầm bay: 840 km (522 mi; 454 nmi)
- Trần bay: 9.000 m (29.528 ft)

Vũ khí trang bị

- Súng: 2 súng máy 7,9mm (0.31in) và 2 súng máy 13,2mm (0.52in)